# Street Fighter X Mega Man
『Street Fighter X Mega Man』（ストリートファイター クロス メガマン）は、カプコンから2012年12月17日に配信されていたWindows用アクションゲーム。日本国内の紹介記事では『ストリートファイター × ロックマン』（ストリートファイター クロス ロックマン）の名称で紹介される場合もある。

## 概要
ロックマンシリーズ25周年の始まりとストリートファイターシリーズ25周年の締めくくりを記念した作品。ファミリーコンピュータ版のロックマンシリーズのシステムやグラフィックを踏襲したアクションゲームだが、各ステージのボスキャラクターとしてストリートファイターシリーズのキャラクターたちが登場する。ボス以外にも特殊武器取得デモの際には、標的としてダンが登場し、エイジスリフレクター取得デモの際には震空我道拳も放つ。
元々はシンガポール在住のファンにより製作されていたゲームであったが、カプコンが制作協力を行い公式に配信された。2013年1月21日にバージョンアップされ、パスワードコンテニュー（『ロックマン2 Dr.ワイリーの謎』と同様、5×5マスに赤丸を配置するもの）やボスキャラクターが追加されている。
本作独自の仕様として、ボスキャラクターのライフゲージの横にダメージを受けることで溜まるリベンジゲージが存在する。リベンジゲージが最大まで溜まるとウルトラコンボを使用してくる（一度使用すると0に戻る）。
また、一定条件を満たした状態でラストボスまで進むことで、最終ボスが変化する。エンディングの後には、隠し要素使用コマンドが表示される。
コントローラーを使ったプレイも可能。

## 登場キャラクター

### 主なキャラクター
本作のプレイヤー。
ロックマン (Rockman)
本作の主人公。日本国外名では「メガマン (Mega Man)」と呼ばれている。
ラッシュ (Rush)
ローズステージのみで登場し、ラッシュジェットで移動する。本作では特殊武器としては扱われていないので、ゲージも存在しないため落下することもない。
ビート (Beat)
四天王キャラクターがいる地図シーンで登場する。

### 主なボスキャラクター
リュウ (Ryu)
ストリートファイターシリーズを代表する格闘家。本作品では速度に違いのある2種の波動拳を撃ち牽制しつつ、竜巻旋風脚で接近、飛び越えようとすると威力の高い昇龍拳で攻撃してくる。
ウルトラコンボは滅・波動拳を使用する。
ロックマンと同様にエンディングのシーンにも登場する。
春麗 (Chun Li)
リュウと同じくストリートファイターシリーズを代表する女性格闘家。気功拳で堅実に攻めつつ、覇山蹴による奇襲、スピニングバードキックも繰り出す。
ウルトラコンボは左右の足による百裂脚、天昇脚、覇山蹴の連携技を使用する。
ダルシム (Dhalsim)
ヨガを極めたインドの僧。放射状に火を噴いたり、手足を伸ばした攻撃や、ヨガテレポートで瞬間移動したと同時に攻撃を繰り出すなど、『ストリートファイターIV』で使用されるテクニックを再現した動きで翻弄してくる。
ウルトラコンボは速度の遅い巨大な火球を放つヨガカタストロフィー。
ステージBGMは彼の戦闘BGMにスネークマンステージをリミックスされたBGMとなっている。
ブランカ (Blanka)
ジャングルで育ち、獣人化した野生児。高速かつ様々な軌道のローリングアタックで攻撃を仕掛けてくる。
ウルトラコンボは地面全体に電撃を流すシャウトオブアース。衝撃でスイカも落ちてくる。
ローズ (Rose)
ソウルパワーを使用するジェノバの占い師。武器に使うマフラーでロックバスターをかき消す攻撃を多数持っている。
ウルトラコンボはロックバスターを跳ね返す衛星をローズ周辺に展開するソウルサテライト。
ロレント (Rolento)
元々は『ファイナルファイト』のキャラクターで、『ストリートファイターZERO2』から登場した軍人。棒を使用したハイジャンプ、ナイフや手榴弾で攻撃を仕掛ける。
ウルトラコンボは突進技パトリオットサークルからジャンプ、空中で手榴弾で追撃するパトリオットスイーパー。
ユリアン (Urien)
『ストリートファイターIII』から登場した謎の秘密結社の副総統を務める人物。飛び道具であるメタリックスフィアを3方向に打ち分けて牽制するほか、突進技のタイラントパニッシュも使用してくる。
ウルトラコンボはロックバスターを跳ね返す壁を固定位置に展開するエイジスリフレクター。
C.ヴァイパー (C. Viper)
シャドルー下位組織S.I.Nに潜入捜査を行うCIAのスパイ。突進技のサンダーナックル、遠くの地面に衝撃波を発生させるセイスモハンマーのほか、『MARVEL VS. CAPCOM 3』で追加されたオプティックブライトも使用する。
ウルトラコンボはジャンプからの突進技を行うバーニングダンス。

### その他のボスキャラクター
ボスキャラクター8名を倒すことで『ストリートファイターII』シリーズと同様、四天王キャラクターが登場する。四天王は倒しても特殊武器を手に入れることができない。
またサガット以外のキャラクターは日本国外仕様の名前となっている。
M.バイソン (M. Bison)
ゲーム中では米国版名の「バルログ (Balrog)」とされている。
元ヘビー級チャンピオンだったが、粗暴で多くの相手を再起不能にしたためボクシング界を追放された黒人ボクサー。攻撃方法はウルトラコンボのバイオレンスバッファローを繰り返すだけだが、バイソンの攻撃を一発でも食らうと即死する。
バイソンステージはステージ構成が特殊で、ステージ開始時点で既にボスが後方に登場している。ひたすら距離を詰めて攻撃してくるため、同時に出てくるザコ敵の攻撃も避けつつ逃げながら応戦する形となる。
バルログ (Balrog)
ゲーム中では米国版名の「ベガ (Vega)」とされている。
顔を仮面で隠し、忍術と鉤爪で戦う仮面の貴公子。ボスの部屋には金網があり、スピードを活かした空中からの技に加え、この金網を利用した攻撃も行う。
ウルトラコンボはステージ全体を高速で移動するブラッディハイクロー。弱点武器を当てると、仮面と鉤爪が外れるギミックがある。
サガット (Sagat)
帝王と呼ばれるムエタイの達人で、リュウのライバル。3種のタイガーショットで牽制しつつタイガークラッシュ、タイガーアッパーカット、ウルトラコンボのタイガージェノサイドで積極的に攻めてくる。
アップデートで追加されたキャラクターで、一定条件を満たすことでベガ戦の前に登場する。
ベガ (Vega)
ゲーム中では米国版名の「M.バイソン (M. Bison)」とされている。
本作の最終ボス。麻薬組織シャドルーの総帥。突進技であるサイコクラッシャーアタックの他、『ストリートファイターZERO』シリーズで使用したサイコショットによる牽制も行う。
ウルトラコンボは画面外に後退してからサイコクラッシャーを繰り出すファイナルサイコクラッシャー。
ビートと同様、四天王キャラクターがいる地図シーンにも登場している。
豪鬼 (Gouki)
ゲーム中では米国版名の「アクマ (Akuma)」とされている。
一定条件を満たすことでベガの代わりに登場するボスキャラクター。
奇襲攻撃を繰り出すほか、ウルトラコンボの真・瞬獄殺は一撃必殺の威力を持つ。

## 特殊武器
波動拳 (Hadouken) - リュウを撃破
溜め撃ち可能な波動拳を撃つ。溜めた場合は灼熱波動拳となる。春麗、サガット、豪鬼に有効。
ライトニングキック (Lightning Kick) - 春麗を撃破
その場で電気属性のキックを放つ。 至近距離でないと当たらないが威力は高い。空中で放っている間は落下速度が減速する。C.ヴァイパー、バルログに有効。日本版では「百裂脚」という名称で、原作では電気属性のものではない。
ヨガインフェルノ (Yoga Inferno) - ダルシムを撃破
火炎を放射する。上下キーである程度方向を変えることができる。ブランカに有効。
トロピカルハザード (Tropical Hazard) - ブランカを撃破
ショットボタンを押すことで足元にスイカを出し、上下キーを押しながらショットボタンを押すことで蹴り飛ばす。またスイカを踏み台にすることでラッシュコイルやロックボール同様のハイジャンプができる。ローズに有効。
ソウルサテライト (Soul Satellite) - ローズを撃破
敵の攻撃をかき消す2つの衛星を自身の周りに展開する。攻撃を受けると消滅する。展開中にも同様の衛星を飛び道具として放つことも可能。ロレントに有効。
マインスイーパー (Mine Sweeper) - ロレントを撃破
放物線軌道の手榴弾を撃つ。 敵や壁に当たると爆発し、爆風により広範囲を攻撃する。ユリアンに有効。
エイジスリフレクター (Aegis Reflector) - ユリアンを撃破
敵の攻撃を跳ね返す壁をその場に展開する。リュウ、サガット、豪鬼に有効。
オプティックレーザー (Optic Laser) - C.ヴァイパーを撃破
貫通力の高いレーザーを撃つ。 敵の弾をかき消すことも可能。ダルシム、ベガに有効。原作では「オプティックブライト」という名称である。